# 12465 Perth Amboy
12465 Perth Amboy este un asteroid din centura principală de asteroizi.

## Descriere
12465 Perth Amboy este un asteroid din centura principală de asteroizi. A fost descoperit pe 3 ianuarie 1997 la Kitt Peak National Observatory în cadrul proiectului Spacewatch. Asteroidul prezintă o orbită caracterizată de o semiaxă mare de 2,41 ua, o excentricitate de 0,20 și o înclinație de 4,1° în raport cu ecliptica.